# Sport de filles
Pour plus de détails, voir Fiche technique et Distribution.
Sport de filles  est un film français réalisé par Patricia Mazuy, sorti le 25 janvier 2011. 
Diffusé par Le Pacte, le film a ensuite été diffusé sur Canal+ puis sur Arte le 4 juin 2014.
Le film s'est inspiré de la vie de Patrick Le Rolland, un célèbre cavalier et dresseur, compétiteur aux Jeux olympiques.

## Synopsis
Gracieuse est palefrenière dans un grand haras spécialisé dans le saut d'obstacle. À la suite d'une altercation avec sa patronne, elle est licenciée. Dans le nouveau haras où elle est employée, elle rencontre Franz Mann, ancienne gloire du dressage qui y enseigne pour les compétitions de haut niveau. Obsédée par les chevaux et désirant en posséder un pour concourir, elle va jusqu'à en entraîner un en cachette et le voler. Elle est confrontée à Joséphine la propriétaire du haras et surtout à Alice, la fille de cette dernière, jalouse de son talent.

## Fiche technique
- Réalisation : Patricia Mazuy
- Scénario : Simon Reggiani et Patricia Mazuy avec la collaboration de François Bégaudeau, sur une idée de Patrick Le Rolland
- Adaptation : Patricia Mazuy
- Photographie : Caroline Champetier
- Musique : John Cale
- Son : Jean-Jacques Ferran
- Durée : 101 min
- Pays :  France et  Allemagne
- Date de sortie  France : 25 janvier 2011

## Distribution
- Marina Hands : Gracieuse
- Bruno Ganz : Franz Mann
- Josiane Balasko[1] : Joséphine
- Amanda Harlech[2] : Susan
- Isabel Karajan : Alice
- Olivier Perrier : le père de Gracieuse
- Lionel Dray : Jacky
- Muftie Alpin : Mina
- Matthias Alexander Rath : Franz Mann jeune
- Marion Casabianca : Irène

## Interviews et témoignages
(janvier 2016).
Sur le choix de Bruno Ganz pour jouer Franz, Patricia Mazuy déclare : « Au départ, le personnage était un français qui devait avoir une gouaille à la Gabin, un peu comme Le Rolland et d’autres gens de chevaux, à la fois laconique et avec quelques blagues sèches. Puis, pour différentes raisons, nous avons changé certains éléments du script, dont la nationalité du personnage. Nous cherchions donc un acteur allemand. C’est Gilles Sandoz qui m’a proposé Bruno Ganz, qu’il adorait comme acteur. Moi aussi je l’aimais beaucoup, mais je ne le trouvais pas drôle. Or je voulais donner une dimension comique au personnage. J’ai d’abord refusé, jusqu’à ce qu’Antoinette Boulat et Gilles me montrent Pain, Tulipes et Comédie, une pure comédie italienne dans laquelle il incarnait un garçon de café et où il était très drôle. Ça m’a convaincue ! Il a juste fallu qu’il se familiarise avec le langage assez cru de son personnage. Car, dans la vie, Bruno parle un français très châtié. C’est pour l’aider à durcir son langage, afin qu’il ait quelques outils d’acteur pour se transformer en homme de sport et d’extérieur, en pensant à Raoul Coutard, que je lui ai fait appeler les cavalières « mon petit chat ». Je dois remercier ici François Bégaudeau, qui a effectué un travail de consultant sur le scénario et a beaucoup aidé Bruno dans la compréhension de la langue. Bruno m’a avoué qu’à l’instar de Gracieuse, il a lui aussi voulu faire du cheval plus jeune, mais venant d’une famille pauvre ce n’était pas possible. Cette histoire l’a d’autant plus touché. » 
Sur Josiane Balasko : « C’est une actrice sublime. Elle a accepté le film sans me rencontrer, alors qu’elle avait deux tournages en cours. Elle m’a juste appelée après la lecture du scénario pour me dire : « ça va être complexe ma cocotte ! ». Je voulais une actrice qui ait du raffinement, même dans la gadoue. Le modèle de ce personnage, c’est Cruella dans Les 101 Dalmatiens. Il fallait également que le spectateur croit d’emblée au couple formé par cette femme et Franz, car cela fait 30 ans qu’ils sont ensemble, qu’elle l’exploite et qu’il accepte cette soumission. Josiane à côté de Bruno, pour moi, c’était comme certains couples, tellement différents qu’ils ont l’air indestructibles. »
Sur la musique de John Cale : « Nous avions déjà travaillé ensemble pour la musique de Saint-Cyr. Je voulais ici des accords primitifs. Il devait y avoir un côté hallucinatoire et très énergique. Narrativement, la musique a un rôle. Les accords sont les dialogues que Gracieuse ne dit pas. C’est comme si elle avait des logorrhées mentales... Par exemple, quand elle s’entraîne toute seule, il y a des instruments qui viennent se rajouter, les orchestrations se superposent, ça devient assourdissant. C’est comme ça le dressage, ça rend fou ! »
Est-ce que filmer des chevaux impose une mise en scène spécifique ? « Pour filmer le travail et rendre toute la puissance du cheval, j’ai opté pour des plans larges. J’ai regardé beaucoup de films de danse pour m’inspirer. Or, dès que la caméra fait des gros plans et s’approche trop près des corps, on ne comprend plus rien. Une personne à cheval, c’est suffisamment impressionnant, pas besoin de rajouter des effets. Au cinéma, l’image du cheval est inévitablement associée au western. » D’ailleurs, vous dédicacez votre film à Lee Marvin et Budd Boetticher... « Lee Marvin est pour moi l’homme le plus sexy du monde ! J’ai montré à ma costumière le film Sept hommes à abattre de Boetticher, où il porte un foulard autour du cou. C’est le même que j’ai fait porter à Marina. Elle est hyper belle, ça lui donne un vrai look ! Les longs métrages de Boetticher étaient tournés rapidement, sans grands moyens. Il devait donc faire preuve d’inventivité et de simplicité. C’était par ailleurs un très bon cavalier ! »
Marina Hands, qui joue le rôle de Gracieuse, a voulu, jusqu'à l'âge de 18 ans, être cavalière professionnelle. Passionnée de chevaux, elle se heurte, comme Gracieuse, à un sport qui exige des moyens financiers qu'elle n'a pas. Mais, moins volontaire que son personnage et, dit-elle, moins douée, elle abandonne. Aussi, Sport de filles lui tient particulièrement à cœur : pendant les 5 ans que dure sa préparation, elle a repris l'entrainement, recollant ainsi les deux périodes de sa vie.
Sur son personnage de Suzan, Amanda Harlech  a déclaré : « C’est une femme pourrie-gâtée, désespérément en attente d’amour – tout le contraire de ce que je suis –, rigole Amanda. Mais elle illustre ce que j’ai pu constater durant ma vie : une fois qu’elles ont obtenu ce qu’elles veulent, certaines femmes confondent l’amour avec la gratitude ».